# 風木淳
風木 淳（かぜき じゅん、1966年〈昭和41年〉4月11日 - ）は、日本の経産・内閣府官僚、ニューヨーク州弁護士。

## 来歴
広島県広島市出身。1990年（平成2年）、東京大学法学部を卒業。同年通商産業省（以下、通産省）に入省。東京大学卒業後、コロンビア大学ロースクール法学修士及びニューヨーク大学ロースクール経済法学修士の課程を修了し、ニューヨーク州弁護士の資格を取得した。
通産省入省後、公正取引委員会、貿易局為替金融課、経済産業省大臣官房、経済協力開発機構などを経て、在ジュネーブ国際機関日本政府代表部参事官、通商政策局通商機構部参事官、貿易経済協力局貿易管理部安全保障貿易管理課長、資源エネルギー庁資源・燃料部政策課長、製造産業局総務課長、経済産業省大臣官房審議官（経済産業政策局担当）、内閣官房内閣審議官、日本経済再生総合事務局次長（未来投資会議構造改革徹底推進会合担当）、貿易経済協力局貿易管理部長、経済産業大臣官房経済安全保障政策統括調整官などを歴任。経済協力開発機構では国際機関事務局上席貿易政策分析官としてシンクタンクを経験した。
2023年（令和5年）7月4日、内閣府宇宙開発戦略推進事務局長に就任。